# Pauline Léon
Pauline Léon, född 28 september 1768 i Paris, död 5 oktober 1838 i La Roche-sur-Yon, var en fransk feminist och politisk aktivist under franska revolutionen. Hon var en viktig deltagare i franska revolutionen, var engagerad i Femmes Sans Culottes och grundade tillsammans med Claire Lacombe den politiska partigruppen Sällskapet för Revolutionära Republikanska Kvinnor (Société des Républicaines-Révolutionnaires), vars ordförande hon var.

## Biografi

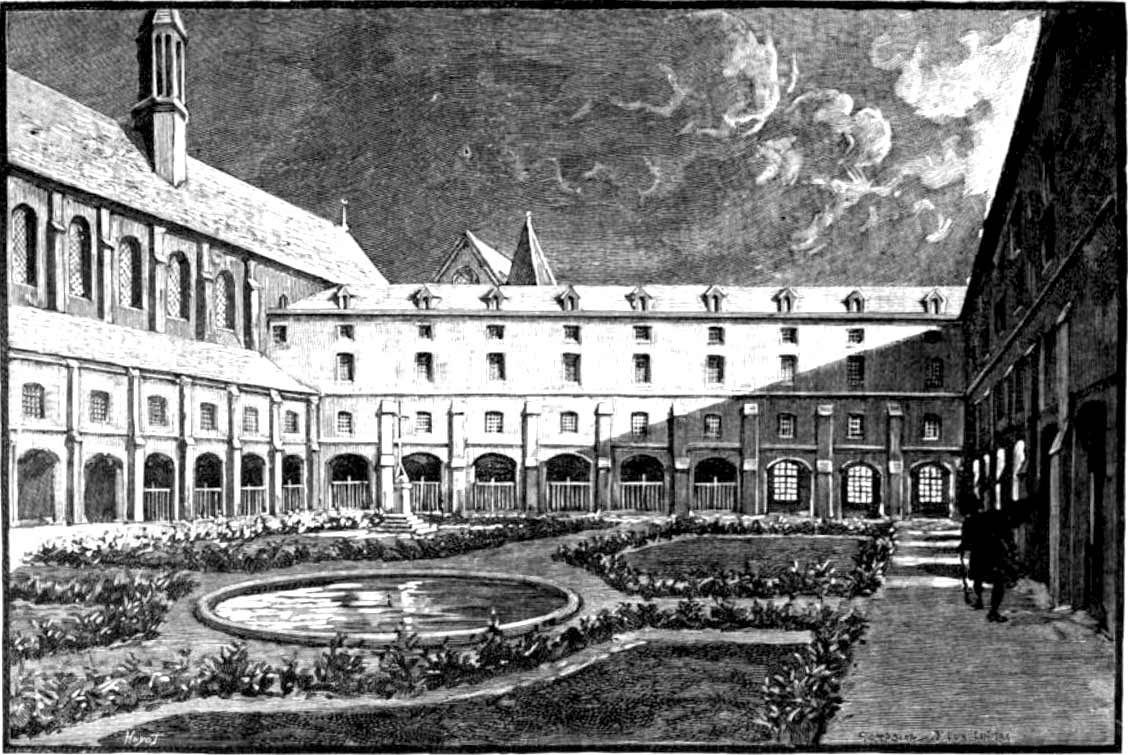
En teckning av Cordeliers Club

Pauline Léon föddes i Paris den 28 september 1768. Hennes föräldrar var chokladmakarna Pierre-Paul Léon och Mathrine Telohan. Hon var ett av sex barn. När hennes far dog 1784 började Léon hjälpa sin mor med chokladaffären i utbyte mot kost. Hon var också ansvarig för att hjälpa till att fostra och försörja sina syskon fram till tiden för hennes äktenskap.
Under hela Léons liv blev hon var hon en förkämpe för revolutionens politik. Hon anslöt sig till radikala anti-royalistgrupper som Cordeliers-klubben och Enragés.
Det var genom dessa anknytningar som hon träffade Théophile Leclerc, en ledare för Les Enragés, som kämpade våldsamt för skapandet av en fransk direktdemokrati. De två gifte sig 1793 när Pauline var 29 år gammal.
Léon dog vid 70 års ålder hemma i La Roche-sur-Yon den 5 oktober 1838.

### Roll

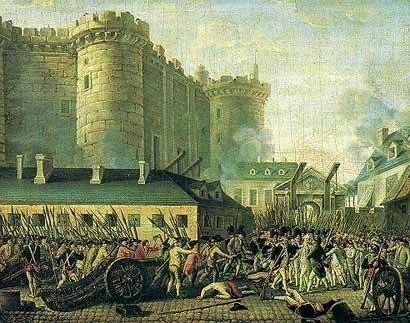
Stormningen av Bastiljen

Den franska revolutionen skapade politisk spänning och ibland våldsamma oroligheter. Att bevittna denna oro fick Léon att vilja kämpa för förändring. Hon blev en förkämpe för den revolutionära saken. 1789, i början av revolutionen, gick hon med i den berömda stormningen av Bastiljen och bar till och med sin egen pik. Ett par år senare, 1791, anslöt hon sig igen till en passionerad politisk skara och riskerade sitt liv genom att underteckna Cordeliers republikanska namninsamling på Champ de Mars.
Léons officiella politiska lojalitet var med Cordeliers Club och Les Enragés. Att vara en del av dessa grupper underblåste hennes revolutionära anda, och hon var med dem även när det fick henne i fängelse i flera månader.
Léons politiska engagemang i revolutionen är särskilt anmärkningsvärt, eftersom hon kom från den parisiska hantverkarklassen, medan de flesta andra politiskt engagerade kvinnor på hennes tid kom från aristokratin.

### Feminism
Franska revolutionen var en tid av diskussioner om status och rättigheter för kvinnor från alla samhällsklasser. Hela styrelseformen var ifrågasatt, och människor över hela Frankrike drogs till idéerna om naturliga rättigheter. Under dessa unika omständigheter tog många franska kvinnor tillfället i akt att även ifrågasätta kvinnors rättigheter och vad som utgjorde deras rätta plats i samhället.

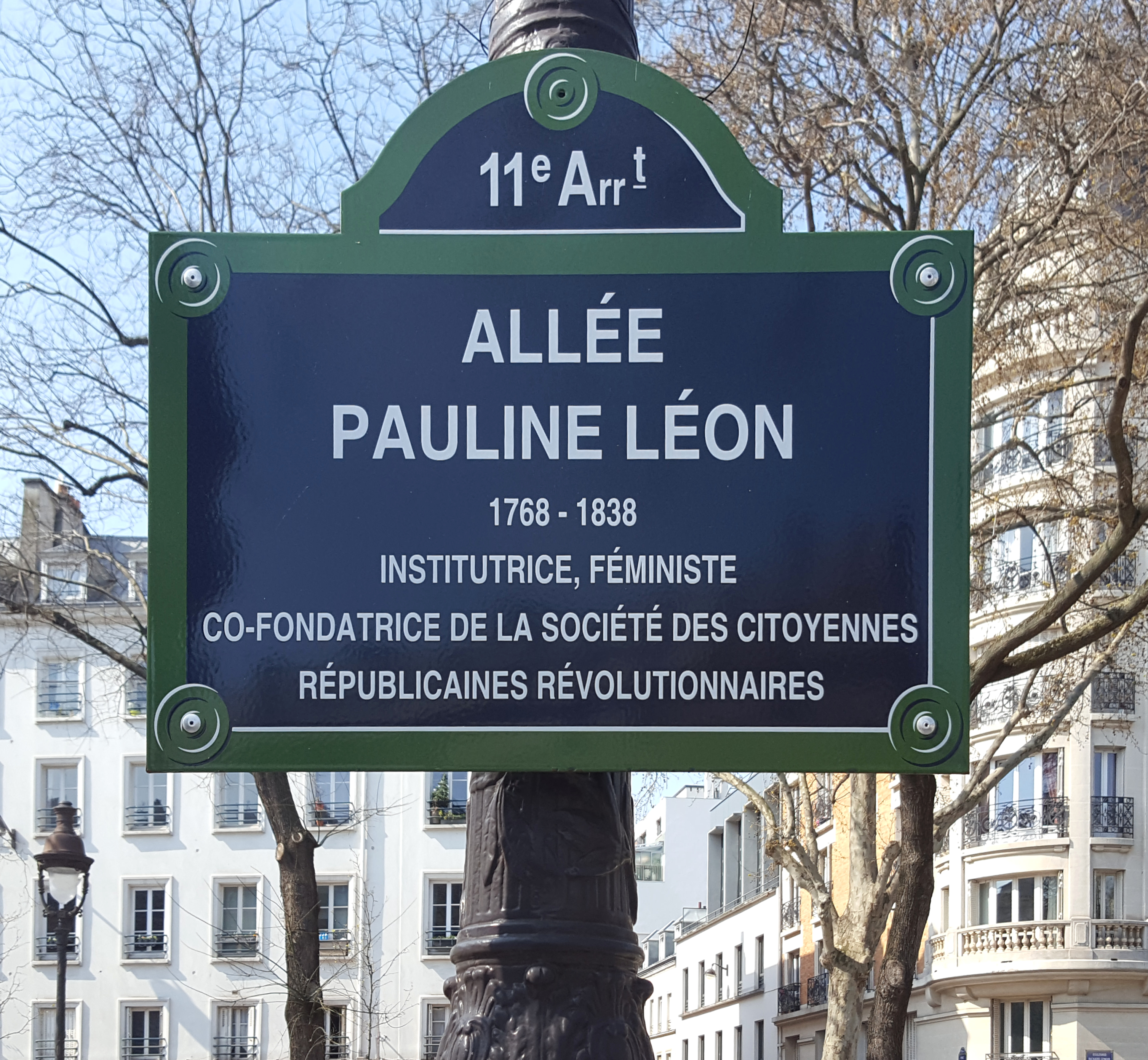
En skylt i Frankrike som erkänner Pauline Léon som grundare av Société des Républicaines-Révolutionnaires

Den 6 mars 1791 talade hon till den lagstiftande församlingen på de parisiska kvinnornas vägnar och krävde att en helt kvinnlig milis skulle bildas, så att kvinnor kunde skydda sina egna hem från kontrarevolutionära övergrepp. Mer än 300 parisiska kvinnor hade skrivit under namninsamlingen hon presenterade. Hennes idé om den kvinnliga milisen var slående radikal, eftersom den skulle innebära att kvinnorna hade rätt att bära vapen. Denna rättighet som var nära förknippad med fullt medborgarskap, som knappast någonsin ansetts lämplig eller nödvändig för kvinnor. Även om den milis Léon ville ha aldrig bildades, kämpade många franska kvinnor fortfarande så som de kunde i konflikter som uppstod i samband med den franska revolutionen. Léon grundade tillsammans med sin vän Claire Lacombe Société des Républicaines-Révolutionnaires) och blev dess ordförande den 9 juli 1793. Samma år var hon också en framstående ledare för Femmes Sans Culottes. Hennes post som ordförande för Société var dock kort, eftersom den bara varade i åtta månader. Den stängdes av myndigheterna eftersom den av både girondiner och jakobiner bedömdes som en farlig organisation som motsatte sig riktig kvinnlighet. På sin höjdpunkt deltog dock upp till 200 personer vid Sällskapets möten.

### Skrifter
Även om Léon var mycket aktiv i det offentliga rummet, har hon antingen inte skrivit så mycket, eller så har inte många av hennes skrifter bevarats. Följande är ett undantag:
En av hennes bevarade skrifter är hennes "Petition till nationalförsamlingen om kvinnors rättigheter att bära vapen", som hon lade fram den 6 mars 1791.